# Kúfa
Kúfa (arabul: al الكوفة Kūfah), Al-Kúfa egy város Irakban, 10 km-re (6,2 km) északkeletre Najaftól az Eufrátesz nyugati partján.

## Története
Az ókorban város volt Mezopotámiában, melyet Ktésziphón bevétele után nem sokkal, Baszra várossal egyidejűleg 636-ban Omár kalifa alapított, Kadesia közelében.
Az eredetileg katonai állomás gyanánt szolgáló település a 7. században egy ideig a kalifátus fővárosa volt, majd tartományi központ lett és az iszlám síita irányzatának egyik legjelentősebb bástyája a kora újkorig. A 8. század vége körül a tudományok székhelyévé lett városban működő ún. Kúfai iskola főképp a nyelvtani tudományokkal és a hagyományok kutatásával foglalkozott.
Kúfa ma történelmi jelentőségű vallási központ és a síita muzulmánok zarándokhelye. Lakossága 2003-ban a becslések szerint 110 000 fő volt.

## Nevezetességek
- Nagymecset